# Stannards
|  | No s'ha de confondre amb Stannard. |

Stannards és una concentració de població designada pel cens dels Estats Units d'Amèrica a l'Estat de Nova York.

## Demografia
Segons el cens dels Estats Units del 2000 Stannards tenia 868 habitants., 375 habitatges, i 260 famílies. La densitat de població era de 118 habitants per km².
Dels 375 habitatges en un 27,5% hi vivien nens de menys de 18 anys, en un 51,7% hi vivien parelles casades, en un 11,7% dones solteres, i en un 30,4% no eren unitats familiars. En el 26,7% dels habitatges hi vivien persones soles el 12% de les quals corresponia a persones de 65 anys o més que vivien soles. El nombre mitjà de persones vivint en cada habitatge era de 2,31 i el nombre mitjà de persones que vivien en cada família era de 2,72.
Per edats la població es repartia de la següent manera: un 23,2% tenia menys de 18 anys, un 8,4% entre 18 i 24, un 22,2% entre 25 i 44, un 29,4% de 45 a 60 i un 16,8% 65 anys o més.
L'edat mediana era de 42 anys. Per cada 100 dones de 18 o més anys hi havia 97,9 homes.
La renda mediana per habitatge era de 37.344 $ i la renda mediana per família de 46.136 $. Els homes tenien una renda mediana de 41.000 $ mentre que les dones 20.865 $. La renda per capita de la població era de 18.575 $. Entorn del 5,4% de les famílies i el 10,7% de la població estaven per davall del llindar de pobresa.